# Delia Gyger
Barbara Delia Gyger (* 27. April 1987 in Basel) ist eine Schweizer Schauspielerin, die in über 20 Independentfilmen sowie in mehreren Theater- und TV-Produktionen mitgewirkt hat.

## Leben
Bereits im Alter von sieben Jahren stand sie das erste Mal auf der Bühne. Nach ihrem Gymnasium-Abschluss in Liestal in den Bereichen Spanisch, Englisch und Theater ging Delia Gyger nach Deutschland, um an der Athanor Akademie für darstellende Kunst in Burghausen ihre vierjährige Schauspielausbildung zu absolvieren.
2006 erfolgte ein Studienaufenthalt an der New York Film Academy in Los Angeles/USA. Während ihres Aufenthaltes drehte sie über 15 Kurzfilme.
Nach Beendigung ihres Schauspielstudiums 2008 zog Delia Gyger nach Hamburg. Der Kurzfilm Disziplin mit ihr in der Hauptrolle wurde 2009 unter anderem mit dem BDFA Filmpreis ausgezeichnet, wobei die hervorragende schauspielerische Leistung der Darsteller explizit gelobt wurde. Disziplin wurde auch bei diversen renommierten Filmfestivals gezeigt, darunter das Festival de Cannes, die Weltfilmfestspiele UNICA und das Cambridge Film Festival.
Delia Gyger ist im Show- und Bühnenkampf ausgebildet und beherrscht unter anderem den Schwert- und Dolchkampf als auch das Degenfechten.
Seit Juni 2009 ist die Schauspielerin unter anderem Mitglied im Hamburger Schauspielensemble von Merlin Entertainment und steht fast täglich auf der Bühne. Zusätzlich arbeitet sie als Moderatorin und Filmemacherin.

## Filmografie (Auswahl)
- 2005: In fremden Händen (Spielfilm, Österreich)
- 2006: Love Hurts (Kurzfilm, USA)
- 2006: ManTRIac (Kurzfilm, USA)
- 2006: The Passage (Kurzfilm, USA)
- 2006: Abgedreht (Kurzfilm, Deutschland)
- 2006: Avec Amour (Kurzfilm, USA)
- 2006: The Taste of Love (Kurzfilm, USA)
- 2008: Disziplin (Kurzfilm, Deutschland)
- 2008: Der letzte Akt (Langfilm, Deutschland)

## Theater
Athanor Theater, Burghausen (2004–2008)
- Orestes (2005) – Helena; Regie Sebastian Goller
- Frühlings Erwachen (2006) – Wendla Bergmann; Regie David Esrig, Ulrike Zeitz
- Wassa Shelesnova (2006) – Ljudmila; Regie Ulrike Zeitz
- Der Held der westlichen Welt (2006) – Pegeen; Regie Victor Schumacher
- Onkel Wanja (2006/2007) – Jelena Andrejewna; Regie Anton Frisch
- Don Gil (2004/2005) – Don Gil/Juana; Regie Magda Stief
- Die Troerinnen (2007) – Helena; Regie Daniel Christensen
- Bedbound (2007/2008) – Tochter; Regie Mirkus Hahn
- Blaubart, Hoffnung der Frauen (Abschlussstück, 2007/2008) – Die Blinde; Regie Victor Schumacher

Merlin Entertainment, Schauspielensemble Hamburg (seit 2009)
- Elfriede, diverse weitere Rollen; Regie/Schauspielleitung Alexander Resch

Altonaer Theater, Hamburg (2010)
- Robin Hood (Herbst 2010) – Charlotte; Regie Malcom Ranson

Theater Die Delikaten, Hamburg (2011)
- Casanova & Mozart (Frühjahr/Sommer 2011) – Mozart/Constanze; Regie Viola Livera
- Ein Sommernachtstraum (Sommer 2011) – Titania; Regie Viola Livera
- Der Raub der Perlenkette (Frühjahr – Winter 2011) – Lilian Bravo; Regie Viola Livera